# Poleymieux-au-Mont-d'Or
Poleymieux-au-Mont-d'Or és un municipi francès, situat a la metròpoli de Lió i a la regió de Alvèrnia - Roine-Alps. L'any 2007 tenia 1.187 habitants.

## Demografia

### Població
El 2007 la població de fet de Poleymieux-au-Mont-d'Or era de 1.187 persones. Hi havia 350 famílies de les quals 53 eren unipersonals (41 homes vivint sols i 12 dones vivint soles), 128 parelles sense fills, 161 parelles amb fills i 8 famílies monoparentals amb fills.
La població ha evolucionat segons el següent gràfic:
Habitants censats

### Habitatges
El 2007 hi havia 392 habitatges, 353 eren l'habitatge principal de la família, 27 eren segones residències i 11 estaven desocupats. 362 eren cases i 26 eren apartaments. Dels 353 habitatges principals, 297 estaven ocupats pels seus propietaris, 46 estaven llogats i ocupats pels llogaters i 10 estaven cedits a títol gratuït; 3 tenien una cambra, 10 en tenien dues, 32 en tenien tres, 83 en tenien quatre i 225 en tenien cinc o més. 312 habitatges disposaven pel capbaix d'una plaça de pàrquing. A 112 habitatges hi havia un automòbil i a 229 n'hi havia dos o més.

### Piràmide de població
La piràmide de població per edats i sexe el 2009 era:
| Homes | Edats   | Dones |
| ----- | ------- | ----- |
| 0     | 95 o +  | 0     |
| 0     | 90 a 94 | 0     |
| 5     | 85 a 89 | 5     |
| 5     | 80 a 84 | 0     |
| 16    | 75 a 79 | 10    |
| 17    | 70 a 74 | 16    |
| 16    | 65 a 69 | 22    |
| 24    | 60 a 64 | 14    |
| 28    | 55 a 59 | 30    |
| 33    | 50 a 54 | 39    |
| 42    | 45 a 49 | 32    |
| 34    | 40 a 44 | 38    |
| 34    | 35 a 39 | 19    |
| 25    | 30 a 34 | 28    |
| 9     | 25 a 29 | 42    |
| 26    | 20 a 24 | 19    |
| 38    | 15 a 19 | 26    |
| 22    | 10 a 14 | 22    |
| 29    | 5 a 9   | 52    |
| 30    | 0 a 4   | 14    |

## Economia
El 2007 la població en edat de treballar era de 846 persones, 686 eren actives i 160 eren inactives. De les 686 persones actives 660 estaven ocupades (408 homes i 252 dones) i 26 estaven aturades (11 homes i 15 dones). De les 160 persones inactives 52 estaven jubilades, 67 estaven estudiant i 41 estaven classificades com a «altres inactius».

### Ingressos
El 2009 a Poleymieux-au-Mont-d'Or hi havia 349 unitats fiscals que integraven 1.035,5 persones, la mediana anual d'ingressos fiscals per persona era de 28.915 €.

### Activitats econòmiques
Dels 56 establiments que hi havia el 2007, 1 era d'una empresa extractiva, 1 d'una empresa alimentària, 4 d'empreses de fabricació d'altres productes industrials, 7 d'empreses de construcció, 10 d'empreses de comerç i reparació d'automòbils, 1 d'una empresa de transport, 1 d'una empresa d'hostatgeria i restauració, 5 d'empreses d'informació i comunicació, 4 d'empreses financeres, 4 d'empreses immobiliàries, 13 d'empreses de serveis, 3 d'entitats de l'administració pública i 2 d'empreses classificades com a «altres activitats de serveis».
Dels 8 establiments de servei als particulars que hi havia el 2009, 1 era un taller de reparació d'automòbils i de material agrícola, 1 paleta, 1 guixaire pintor, 1 fusteria, 1 lampisteria, 1 empresa de construcció, 1 restaurant i 1 saló de bellesa.
L'únic establiment comercial que hi havia el 2009 era una fleca.
L'any 2000 a Poleymieux-au-Mont-d'Or hi havia 5 explotacions agrícoles.

## Equipaments sanitaris, escolars i culturals
El 2009 hi havia una escola elemental.
El Museu Ampère, primer museu del món sobre la història de l'electricitat, creat el 1931, es troba en aquesta comuna. El museu està etiquetat com a "Maison des Illustres" pel ministeri francès de la cultura, ja que està situat a la casa de joventut d'André-Marie Ampère.

## Poblacions més properes
El següent diagrama mostra les poblacions més properes.